# Mesoregione di Ribeirão Preto
Ribeirão Preto è una mesoregione dello Stato di San Paolo, in Brasile

## Microregioni
Comprende 7 microregioni:
- Barretos
- Batatais
- Franca
- Ituverava
- Jaboticabal
- Ribeirão Preto
- São Joaquim da Barra